# Regia Aeronautica
La Regia Aeronautica (Força Aèria Reial) era la força aèria del Regne d'Itàlia. Va ser establerta com un servei independent del Regio Esercito des del 1923 i fins al 1946. El 1946 la monarquia va abolir-se i el Regne d'Itàlia esdevingué la República Italiana, i el nom de la força aèria va passar a ser el de Aeronautica Militare Italiana.

## Història
A l'inici del segle xx, Itàlia estava al capdavant de la guerra aèria: El 22 d'octubre de 1911, el capità Piazza de la Sezione Aviazione del Regio Esercito vola amb un Blériot XI de Trípoli a Azizia per a fer un reconeixement de les forces turques, significant el primer ús d'un avió en una guerra, i l'1 de novembre Giulio Gavotti deixa caure bombes de forma manual sobre l'exèrcit turc, el primer bombardeig des d'un avió en una guerra.
El 28 de març de 1923 esdevingué un servei independent separat del Regio Esercito. El règim feixista de Benito Mussolini va emprar tota la seva màquina propagandística, amb els seus avions fent nombrosos vols batent marques.

### L'època de les grans gestes aeronàutiques

#### La travessa del Japó i la travessa de les Amèriques
El 20 d'abril de 1925 el tinent coronel Francesco De Pinedo volà amb el seu hidroavió SIAI S.16, batejat Gennariello, portant al mariscal enginyer Ernesto Campanelli. De Pinedo trigà prop de 5 mesos i mig per cobrir 55.000 km, fins a arribar al Japó. El 7 de novembre tornà a Itàlia, on va ser rebut al port fluvial de Ripetta, al Tíber romà.
El 1927 De Pinedo va voler realitzar una segona proesa volant amb l'hidroavió SIAI S.55 de doble casc, batejat Santa Maria. S'enlairà a Sesto Calende (Cagliari) el 13 de febrer amb el major pilot navegant Carlo Del Prete i el sergent enginyer Vitale Zacchetti. Facendo va fer 44 escales fins a arribar a Buenos Aires, i d'allà es dirigí cap a Nord-amèrica. El 28 de març va aterrar per primera vegada un avió estranger als Estats Units en arribar De Pinedo a Nova Orleans. El 6 d'abril, mentre que estava atracat al Llac Roosevelt, va ser víctima d'un incendi i va haver de ser substituït per un altre S.55, el Santa Maria II. De Pinedo va completar la travessia, de 43.820 km, el 16 de juny, arribant al port d'Òstia.

#### Umberto Nobile

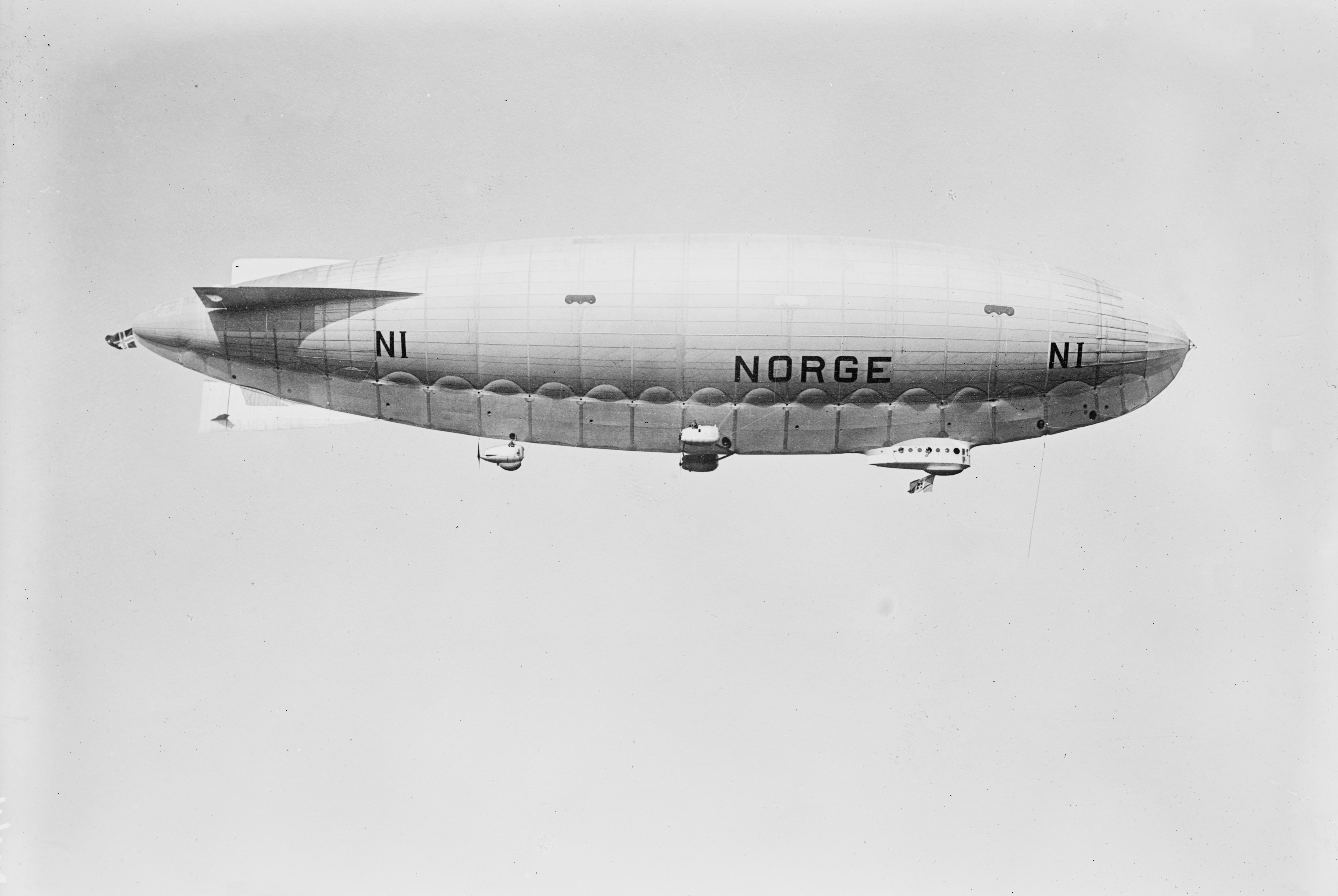
L'aeronau Norge, que portà Umberto Nobile en la primera expedició aèria sobre el pol Nord el 1926. Malgrat aquest èxit, Nobile tindria una encesa controvèrsia amb Mussolini durant la fracassada expedició dos anys després.

Molts dels oficials de la Regia Aeronautica provenien de les experiències amb globus aeròstatics i dirigibles, entre ells l'enginyer Umberto Nobile, que era un dels principals experts. Va crear la Planta d'Enginyeria Aeronàutica N.1, batejada com a Norge i venut al govern noruec. El 1926, l'expedició d'Amundsen, Ellsworth i Nobile sobrevolà per primera vegada el pol Nord.
El 1928 Nobile tornà a intentar-ho amb un dirigible semirígid, el N.4 batejat Italia, amb 16 passatgers incloent científics, periodistes i la tripulació. Entre el 23 i el 24 de maig de 1928 el dirigible tocà el paquet amb tanta violència que la cabina quedà a terra amb 10 homes, mentre que el globus desapareixia amb la resta. Van fer-se diverses temptatives per rescatar els supervivents, entre les d'Admunsen que morí a l'intent. Nobile i els supervivents trigaren setmanes a ser rescatats per un vaixell trencagels soviètic. Després del seu rescat, Nobile era vist com un heroi pels italians, però per a Mussolini i pels feixistes l'expedició de 1928 va ser una humiliació. S'ordenà a Nobile que informés Mussolini a Roma. Allà, Nobile li explicà els problemes que havien tingut ell i els altres exploradors, però la frustració de Mussolini cap a Nobile creixia, i Nobile va ser culpat del desastre. Subseqüentment, el règim feixista negà qualsevol ajut a Nobile, i aquest emigrà el 1931 a la Unió Soviètica, on li oferien ajut pel seu programa d'aeronaus.
El fracàs de l'expedició, juntament amb l'animadversió de Balbo cap a una unitat que considerava obsoleta i inadequada, va provocar el final dels dirigibles italians.

#### El SIAI S.64
En aquell moment va iniciar-se el desafiament dels hidroavions per a les rutes oceàniques. El protagonista de la nova empresa va ser el SIAI S.64 de Marchetti, amb una gran ala plena de combustible. El 31 de maig de 1928 el S.64 s'enlairà de Montecelio Arturo Ferrarin i Carlo Del Prete al comandament. L'avió va batre la marca de distància, duració i resistència en un circuit tancat, restant en vol 58 hores i recorrent 7.666 km.
L'objectiu principal, però, era la distància en línia recta. El S.64 s'enlairà de Montecelio el 3 de juliol de 1928, de nou amb la mateixa tripulació, i aterrà a Touros (Brasil) el 5 de juliol, amb 7.188 km recorreguts en 50 hores.

#### La Copa Schneider
La Copa Schneider era un premi famós que ningú havia guanyat 3 cops consecutius, consistent en una cursa en un circuit d'hidroavions.
Itàlia havia guanyat la tercera i la quarta edicions amb els hidroavions Savoia S.12 i Macchi M.7bis, mentre que les tres edicions posteriors se les adjudicaren els britànics i els nord-americans amb el capità James Doolittle al comandament. A l'edició de 1926 l'Aeronautica decidí per una participació oficial, enviant al major Mario De Bernardi, al tinent Adriano Bacula, al capità Guascone Guasconi (com a reserva) i es cridà al servei al capità Arturo Ferrarin. L'aparell per a la competició era el Macchi M.39, una bala roja amb un motor FIAT delicat i poderós de 12 cilindres en V refrigerat per líquid. L'enginyer Mario Castoldi el preparà en només 8 mesos.
Per a l'edició de 1926 els britànics i els francesos no van tenir temps de preparar una nau per la cursa, i els italians només van competir contra els estatunidencs. El 13 de novembre se celebrà a Norfolk la primera prova, amb De Bernardi competint contra el Curtiss R3C2 del tinent C. F. Shilt. El 17 de novembre De Bernardi establí una nova marca de velocitat: 416,6 km/h.
L'edició de 1927 se celebrà a Venècia, aquest cop contra els britànics. Els italians havien preparat un nou motor, el FIAT AS.3 de 1.000 cavalls muntat sobre un Macchi M.52, més alleugerit i, si era possible, més àgil que el seu predecessor. Els britànics portaren el nou Supermarine S.5 amb un motor Napier Lion de 900 cavalls i el de 875 cavalls, així com el biplà Gloster IV. El 26 de setembre guanyà el tinent britànic Sidney Webster.
Però el Macchi M.52 encara tenia molt a dir, car no havia estat desenvolupat per a la cursa, i el 17 de novembre, amb prou feines un mes més tard, va establir el nou rècord mundial de velocitat, amb 479,27 km/h. L'aparell encara tornà a ser perfeccionat, i el 30 de març de 1928 arribà a 512,776 km/h.
A l'edició de 1929 (les curses passaren a ser bianuals) van tornar a guanyar els britànics, amb el Supermarine S.6 del tinent Waghon, seguit del mariscal Tommaso Dal Molin amb un Macchi M.52R. El 10 de setembre els britànics tornaren a aconseguir batre el rècord de velocitat amb el Gloster VI, que arribà a 514,21 km/h; tornant-lo a batre dos dies després amb una marca de 572,126 km/h.
Per a l'edició de 1931 els italians van crear un motor de 51 litres i 24 cilindres amb sobrealimentat, amb 96 vàlvules i 930 kg de pes, el FIAT AS.6, creat mitjançant l'acoblament de dos AS.5. El motor aeronàutic en línia més potent de la història: 3.000 cavalls. El motor necessitava un banc gegant pel seu desenvolupament i anava muntat sobre un hidroavió Macchi M.C.72. L'aparell, però, no estava a punt per a l'edició de 1931 i els britànics van disputar la cursa en solitari. El primer vol del Macchi M.C. 72 va ser el 22 de juny de 1931 a Desenzano, pilotat per Giovanni Monti, que morí el 2 d'agost en un accident en l'enlairament. El 10 de setembre Stanislao Bellini moriria de manera semblant. El rècord mundial s'assoliria el 10 d'abril de 1933 amb una marca de 682,078 km/h, el 8 d'octubre amb 629,73 km/h de mitjana (el registre va ser pres a uns 100 km) i el 21 d'octubre van guanyar la copa Blériot recorrent 327 km a una mitjana de 619 km/h. Finalment, el 23 d'octubre el mariscal Francesco Agello assolí la mitjana increïble de 709,209 km/h.

#### La "travessia del Decennale"

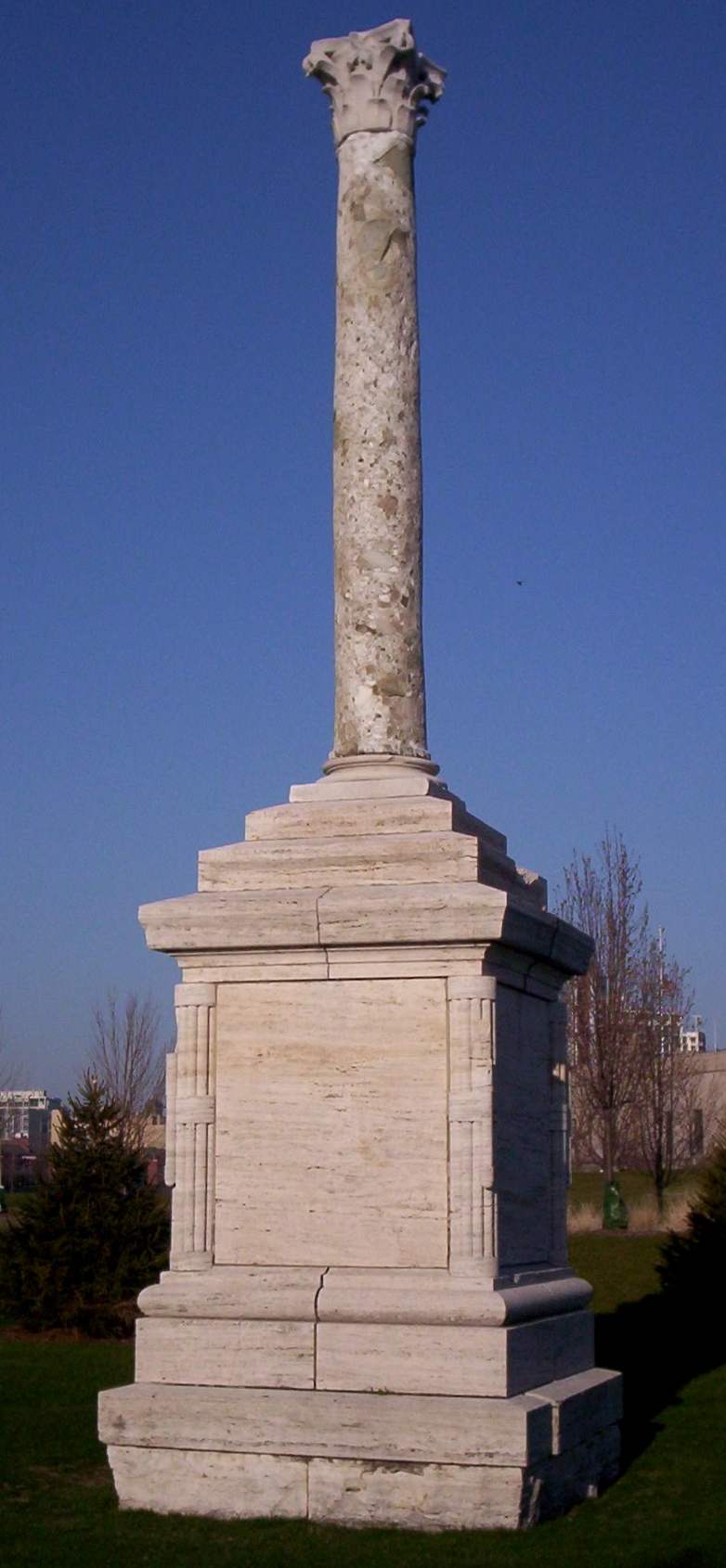
La Columna Balbo a Chicago; donada per Mussolini i extreta de les runes d'un temple romà d'Òstia per honorar la travessia del Decennale.

La Travessa Aèria de la Dècada (Crociera aerea del Decennale) era el nom oficial de la segona travessia aèria de l'Atlàntic, impulsada, dissenyada i organitzada pel ministre de l'aire Italo Balbo i pels seus col·laboradors (quasi tots oficials i sots-oficials de la Força Aèria) a l'escola de Navegació d'Alta Mar (NADAM) d'Orbetello, per fer una travessia aèria de prop de 22.000 km des d'Orbetello fins a Nova York i tornar. El motiu que impulsà a iniciar la preparació va ser la participació de la indústria italiana a l'Exposició Universal de Chicago de 1933 Century of Progress .
Els objectius que Balbo i els seus col·laboradors van fixar-se eren mostrar al món que era possible comunicar per via aèria, amb una quantitat elevada d'aeroplans, amb els Estats Units, car feia 3 anys 12 hidroavions Savoia-Marchetti S.55 havien volat des d'Orbetello fins a Rio de Janeiro. L'èxit del vol de 1933 (aquest cop amb 25 hidroavions S.55X, amb motors millorats i sistemes de navegació optimitzats i, per tant, més segurs) va fer que diversos països col·laboressin a fi de desenvolupar línies aèries regulars per connectar amb el nou continent. L'objectiu va ser assolit i arribà el moment per intentar-ho, però primer amb dirigibles que no pas amb aeronaus de gran tonelatge.
L'altre objectiu era demostrar al món que, amb una preparació tècnica i logística òptima i eficient es podien assolir resultats de valor i interès indubtable. Van trigar-se dos anys a triar els pilots i els especialistes que participarien en el gran vol, preparant-se a l'escola NADAM d'Ortobello i a les instal·lacions de Savoia Marchetti a Venegono.
La travessia s'inicià l'1 de juliol de 1933, tornant a l'agost a la base d'hidroavions d'Òstia. A causa de dos accidents van produir-se dos morts a les tripulacions, perdent-se un hidroavió. A Chicago, destí del vol transatlàntic hi ha un carrer anomenat "Balbo Drive", una via important de la ciutat que desemboca al llac Michigan.

#### ElsTre topolini verdi

Els Tre topolini verdi

El 1936 s'inicià el lliurament del nou bombarder ràpid, el SIAI S.79, dissenyat per l'enginyer Alessandro Marchetti. A l'any següent es pensà a crear una versió expressament dedicada a les competicions esportives, el S.79CS de precisió, i el 12è de Precisió van ser els primers a rebre-la, sense la seva gepa característica ni l'armament de sèrie. El color era el vermell habitual dels aparells italians de competició, amb dues franges verdes en la que 3 ratolins es mantenien en equilibri.
La primera competició va ser la Istre-Damasc-París, que acabà ocupant el primer, segon i tercer lloc davant d'aparells com el De Havilland DH.88 Comet i el Breguet 470T Fulgur.
3 S.79 van realitzar un vol el 24 de gener de 1938 entre Guidonia fins a Rio de Janeiro, fent escala a Dakar, recorrent 9.500 km amb una mitjana de 400 km/h. Els aparells van ser venuts al govern brasiler.

### De nou en guerra
Cap a la meitat de la dècada de 1930, la Regia Aeronautica apareixia com una de les millors forces aèries de l'escena mundial, gràcies a l'èxit del caça biplà a la Guerra Civil Espanyola i a les fites assolides. La realitat, però, era substancialment un altre, car les empreses en les que es cimentava el seu nom havien dirigit la seva evolució en una direcció equivocada.
Seguint la política de rearmament de Mussolini, la indústria havia proporcionat tot d'aparells òptims per a l'aeronàutica militar. El bateig de foc de l'arma aèria va ser durant la reconquesta de Líbia (1922-1932), en operacions contra els rebels en suport de les tropes de terra. Els avions emprats van ser, inicialment, els vells bombarders Caproni i, successivament, els IMAM Ro.1, els Caproni Ca.73 i els Caproni Ca.101.

### La Guerra d'Etiòpia
Durant la Segona Guerra Italianoetíop, la Regia Aeronautica realitzà grans bombardeigs de gas verinós sobre les tropes etíops (principalment gas mostassa i fosgen). Malgrat no estar equipats adequadament, la Regia Aeronautica aconseguí causar grans baixes entre els etíops i realitzà diversos bombardeigs sobre les ciutats (en particular sobre Addis Abeba). Les operacions de la Regia Aeronautica van ser crucials per a l'èxit de la invasió i va incrementar-se per la pràcticament absència total d'una Força Aèria Imperial Etíop que els fes front.

#### La revolta del Goggiam
Entre 1937 i 1940 les forces armades italianes a l'Àfrica oriental es van veure involucrades en una dura lluita contra les guerrilles, en particular a la regió del Goggiam, a la governació d'Amhara. La nit del 9 de maig de 1936 Mussolini havia proclamat el naixement de l'Imperi Italià de l'Àfrica Oriental i el final de la Segona Guerra Italianoetíop. En realitat més de tres quartes parts del territori etíop estava sota el control de 20 exèrcits etíops i de milers de guerrillers sota el comandament dels senyors feudals amhares. A l'agost, en plena temporada de pluges, Addis Abeba va mantenir-se pràcticament aïllada fins al final de setembre de 1935. L'arribada de subministraments només era possible gràcies al ferrocarril de Gibuti, tot i els freqüents assalts dels guerrillers; i al pont aeri dels Savoia-Marchetti S.M.81 i els Caproni Ca.133 entre el port d'Assab i el centre ferroviari de Dire Daua.
Amb el final de la pluja i restablert el contacte amb la capital, 80.000 soldats italians, 105.000 indígenes i 8.600 meres de la Força Aèria, equipats amb 250 avions, van ser enviats a la zona, derrotant la darrera resistència a la zona. La població borana, així com els musulmans, preferien la dominació italiana al domini amhara. Fins i tot alguns dels senyors feudals Amhara van arribar a jurar fidelitat al Regne d'Itàlia.
El clima començà a relaxar-se, però va veure's afectat per l'atemptat que va tenir lloc durant una cerimònia a Addis Abeba el 19 de febrer de 1937, on el virrei Rodolfo Graziani i el general Liotta, comandant de l'Aeronautica a l'Àfrica Oriental italiana, van resultar ferits. La reacció italiana va colpejar indiscriminadament a la població civil i a les persones considerades com a poc fiables. Aquests fets, però, no van interrompre els esforços italians per millorar les infraestructures etíops.
Al final de maig de 1937 les principals bases aèries italianes estaven equipades amb pistes per a qualsevol condició atmosfèrica. L'aeròdrom d'Addis Abeba estava dotat amb pistes sòlides d'asfalt drenant i hangars. Mentrestant, el general Gennaro Tedeschini Lalli era el nou comandant de l'Aeronautica a la regió, substituint al general Liotta quan la situació ja estava calmada. De fet, mentre que el gener del 1937 es llançaren 126 tones de bombes, al juny només se'n llançaren 16.
L'agost de 1937 esclatà una revolta de grans proporcions al Goggiam, amb l'epicentre a Lastra i a Baghemeder. El Goggiam era una regió molt aïllada d'Etiòpia, situada a uns 2.500 metres per damunt del nivell del mar, amb la meitat de les muntanyes Ciocché (4.300m), envoltada pel Nil Blau i les zones desèrtiques del Sudan. La mateixa naturalesa havia encoratjat l'esperit independent local, en contra de Negus i dels italians, tot i que a l'inici havien estat acollits com a alliberadors. De fet, els italians els havien lliurat armes i subministraments per combatre l'autoritat de Negus.
Les guarnicions italians van ser sorpreses per la revolta i van haver de retirar-se del centre. Només l'aviació va ser capaç d'ajudar contra les incursions dels rebels. La darrera setmana d'agost una quarantena de bombarders van fer l'impossible per ajudar els destacaments de tropes aïllats, llançant 20,7 tones de bombes, principalment contra els homes del degiac Hailù Chebbedè que assetjaven Socotà. El 23 d'agost, 300 homes del XXV batalló colonial van ser aturats a Beghemeder per milers d'homes armats. El 31, dues companyies que marxaven al seu socors van ser destruïdes, i només gràcies a la intervenció d'un Caproni Ca.133 que va aconseguir localitzar-los i els va portar munició, el destacament va aconseguir no ser massacrat.
Al setembre, tot i les adverses condicions climàtiques, els avions continuaren les seves operacions de proteccions de les forces terrestres. A l'octubre, alguns Ca.133 van ser traslladats a Alomanatà. La revolta va prendre vigors renovats, obligant a l'aviació a intensificar les seves missions. El 24 d'octubre S.M.81 i un Ca.133 d'Addis Abeba van bombardejar amb gas mostassa (10 bombes C.500T) la intersecció de carreteres de Bot Gheorhis i Burié-Dembeccià, un lloc de trànsit dels rebels. Durant aquells mesos van realitzar-se missions semblants.

### Guerra Civil Espanyola
Durant la Guerra Civil Espanyola els pilots italians van lluitar al costat dels pilots Nacionals i de la Luftwaffe alemanya, com a membres de l'aviació legionària. El desplegament va tenir lloc entre juliol de 1936 i març de 1939 i complementava una força expedicionària de tropes terrestres italianes anomenada "Corpo Truppe Volontarie". A Espanya, els pilots van participar en entrenaments i operacions conjuntes amb els pilots alemanys de la Legió Còndor.
Mussolini va ser el primer a proporcionar ajut als Nacionals de Franco. Durant els primers mesos del conflicte van arribar a Espanya 9 Savoia-Marchetti SM.81 (van enviar-se 12, però 3 es van perdre a causa de l'excés de consum de combustible a causa del vent en contra i del vol en formació), 45 Fiat C.R.32 i 21 Imam Romeo RO.37bis de reconeixement per l'Aeronautica Legionaria. 6 Savoia-Marchetti S.M.81 i 9 FIAT C.R.32 van operar a la zona de les Balears.
De ben aviat va fer-se evident que no hi havia un caça capaç de fer front al FIAT C.R.32, fent-se palès en particular amb els aparells Republicans Polikarpov I-15bis i I-16 soviètics i Dewotine D.371 francesos, que no pas amb els de la Legió Còndor alemanys, amb els seus 24 Heinkel He 51, considerats totalment insuficients per Franco. Fins i tot els bombarders ràpids Savoia-Marchetti S.M.81 i FIAT B.R.20 eren impossibles d'interceptar pels caces republicans, i eren molt apreciats pels espanyols. El bombardeig nacionalista només va ser contra algunes ciutats (Barcelona entre elles), sovint per la insistència de Mussolini.
El S.M.81 realitzà nombroses missions de bombardeig estratègic, atacant objectius vitals recolzant tàcticament les tropes de terra. Però a la darreria d'octubre de 1936 la Unió Soviètica envià un contingent major d'ajut, incloent 117 aparells pel Front de Madrid i 30 més pel País Basc. El 7 de novembre de 1936, quan els Nacionals van atacar Madrid, era evident que 51 caces alemanys no eren rival pels soviètics, i conseqüentment La Legió Còndor va suspendre les operacions a aquella zona.
A una cimera celebrada a Roma el 6 de desembre amb la participació de Mussolini, alguns ministres i l'almirall Wilhelm Canaris, es decidí dividir la càrrega de rearmament de Franco de manera que els italians haurien de subministrar els caces mentre que els alemanys els bombarders (els espanyols intentaren que se subministressin caces italians als alemanys, proposta rebutjada immediatament.)

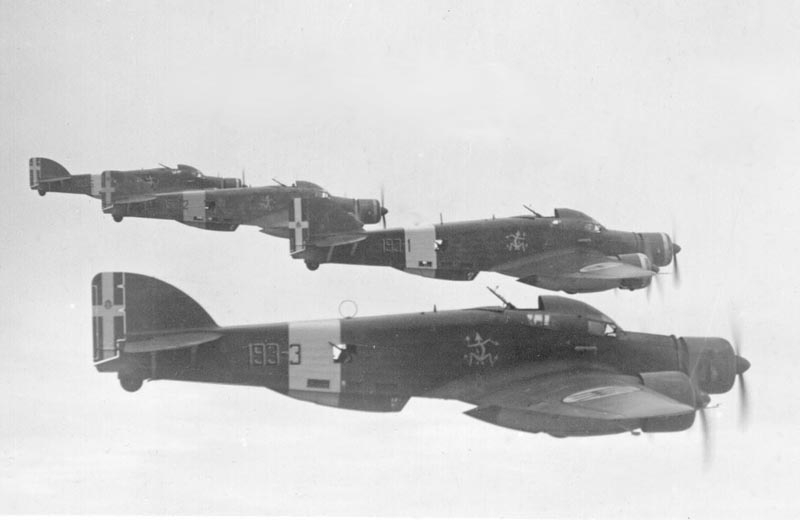
Un grup de Savoia-Marchetti SM.79 volant en formació

El 22 de desembre de 1936 arribà a Cadis el Corpo Truppe Volontarie i el contingent dels S.M.81 en portà 16. al febrer els He 51 van ser retirats definitivament del combat per la manifesta inferioritat tècnica. A inicis de març de 1937 l'Aviazione Legionaria comptava amb 81 aparells, la Legió Còndor amb 15 i l'Aviació Nacional, 61. Durant la batalla de Guadalajara, entre el 6 i el 22 de març, els aparells de l'Aviazione Legionaria es trobaren en dificultats a causa de les adverses condicions meteorològiques. En aquell període també arribaren els nous Heinkel He 111.
Després de Guadalajara l'Aviazione Legionaria va ser reforçada a tot nivells, i durant la batalla de Brunete impressionants contingents aeris van disputar-se el domini del cel. De fet, l'aviació republicana disposava de 90 I-16, 105 I-15 i 195 aparells de reconeixement i bombarders, mentre que els nacionals comptaven amb 122 FIAF C.R. 32 i 13 Messerschmitt Bf 109B1. Els dos grups de caces italians Cucaracha (XVI grup) i As de Bastos (I grup) van fer la part del lleó aconseguint 64 dels 80 aparells soviètics abatuts.
Els aparells italians eren contínuament sol·licitats, i el 10 de desembre de 1937 comptava amb 56 caces i 48 bombarders, mentre que la Legió Còndor i l'Aviación Nacional comptaven amb 36 caces i 40 bombarders, sense comptar que els Nacionals empraven caces C.R.32 i bombarders S.M.79.
Al final de la batalla de Terol (22 de febrer de 1938), l'Aviazione Legionaria comptava amb 168 avions, l'Aviación Nacional amb 116 i la Legió Còndor amb 96. Cap caça republicà podia fer front als S.M.79 o als B.R.20, dotats d'un armament defensiu millor que el dels Heinkel He 111 o el dels Dornier Do 17. Els Junkers Ju 52, als que els espanyols anomenaven amb menyspreu "els camions" van ser substituïts per 25 Savoia-Marchetti S.M.79, i al maig de 1938, a causa de la crisi txecoslovaca, Hitler suspengué l'ajut a Franco.
A la batalla de l'Ebre (27 de juliol de 1938) les tropes italianes constituïen el gruix de l'aviació de Franco. A l'Ebre també participaren 3 Junkers Ju 87 Stuka que, juntament amb els Breda Ba.65 d'assalt, van ser molt apreciats per la seva precisió de tir. Els nous Bf 109C començaren a mostrar la seva efectivitat contra els caces republicans, perdent-se només 3 aparells davant les 23 victòries assolides, mentre que es perdien 6 FIAT C.R. 32 contra 78 victòries.
El 23 de desembre de 1938, durant l'ofensiva Nacional decisiva, dels 365 aparells al front 84 eren alemanys, 145 espanyols i 136 italians; i dels avions espanyols, 45 caces eren FIAT C.R. 32, així com el 70% dels bombarders. L'Alemanya Nazi contribuí en total amb 500.000 Reichsmarks (15.000 especialistes, 593 avions, 100 carros cuirassats, 600 canons i d'altres), mentre que Itàlia contribuí amb 6 milions de lires (75.000 homes, 6.000 pilots, 764 avions, 157 tancs i 1.800 canons)
La Regia Aeronautica s'adonà que necessitava caces nous més manejables, amb ales monoplanes amb tren d'aterratge retràctil i cabina tancada. El nou model, el FIAT G.50, va provar-se cap al final de la guerra, però en aquells moments els republicans ja estaven pràcticament vençuts i no es van poder provar realment les seves qualitats.
El 10 de juny de 1939 800 pilots s'embarcaven a Cadis a bord del Duilio per tornar a Itàlia. 193 més havien mort a Espanya. Els avions van ser venuts al govern franquista (765 en total), a excepció d'uns pocs S.M. 81 que era necessari revisar.

### La Segona Guerra Sinojaponesa
A la Xina, on els japonesos havien rebut alguns FIAT B.R.20, els italians van poder tenir un nou banc de proves per la qualitat dels seus avions en condicions menys favorables. Els japonesos van perdre contra els Polikarpov I-15bis i els I-16 amb els que havien combatut a Espanya.

### La invasió d'Albània
La Regia Aeronautica tingué un paper limitat durant la invasió d'Albània.

### La Segona Guerra Mundial

#### Situació en l'entrada a la guerra

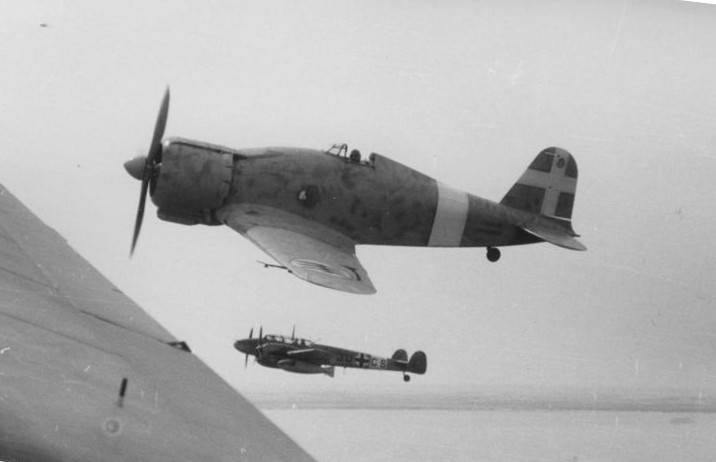
Un caça Fiat G.50 escorta un Messerschmitt Bf 110 del Zerstörergeschwader 26, 1941.

Quan Itàlia entrà a la Segona Guerra Mundial, el 10 de juny de 1940, les seves forces armades no estaven preparades per a un conflicte d'aquelles dimensions. Malgrat que la propaganda exaltava la seva força i l'imaginari col·lectiu, fins i tot internacionalment, la Regia Aeronautica, malgrat els rècords obtinguts durant el període d'entreguerres i les dues campanyes a Etiòpia i Espanya, no va ser l'excepció. La intervenció en suport dels franquistes havia esgotat els recursos, els homes i els equips, a més de crear una falsa percepció de superioritat fundada sobre els obsolets C.R.32 i S.M.79. La indústria aeronàutica, concentrada en els bombarders que Mussolini considerava fonamentals per llançar una guerra llampec similar a la dels alemanys, no era capaç de mantenir els nivells de producció en massa assolits per la Gran Bretanya, els Estats Units o Alemanya.
Des de 1936 l'Estat Major havia iniciat l'operació R (Renovació), per executar-se el 1940, que preveia formar 27 ales de bombarders, un grup de bombarders de llarg abast, dos ales i un grup de bombardeig marítim, un ala de transport, 10 ales de caces terrestres, un grup de caça marítima i dos ales d'assalt (o de suport tàctic). L'evident desproporció entre caces i bombarders era deguda, a més de per preparar una guerra llampec, a la seguretat en la velocitat dels SM.79, BR.20 i dels futurs CANT Z.1007, inexpugnable per a un Fiat CR.32 però que era portada pels caces estrangers de nova generació. Finalment s'optà per massa tipus d'aparells per les diverses especialitats, amb el resultat d'un complex procés d'industrialització i una logística també complicada de peces de recanvi i d'especialistes.
Per quan Itàlia entrà a la guerra la Regia Aeronautica comptava amb una força de 105.430 homes, dels quals 6.340 eren pilots, repartits entre 23 ales de bombardeig terrestre, 2 de bombardeig marítim, 1 ala i dos grups d'assalt, observació aèria i reconeixement marítim i 6 ales i 8 grups de caces, aquests darrers dotats amb un total de 200 Fiat C.R.42, 177 Fiat C.R.32, 88 Fiat G.50 i 77 Macchi M.C.200, aquests darrers malvistos pels pilots, que preferien els biplans CR.42 i CR.32, més lents però més àgils. Els avions en servei que van ser posats en alerta per a la guerra (operació PR 12) una setmana abans eren 3.269, dels quals només 1.795 estaven en condicions de volar. Les tàctiques eren les mateixes que s'havien fet servir a la I Guerra Mundial, la preparació dels pilots era precària en certs aspectes, especialment pel que fa als artillers i els navegants, i mancava absolutament un pla de modernització radical dels avions en ús (el primer monoplà realment modern, el Macchi M.C.202, no arribaria fins a la tardor de 1941 i no va ser produït en quantitats suficients com per substituir el seu predecessor, el MC200). Tots aquests problemes van tenir el seu pes en la derrota contra el principal enemic que la Regia Aeronautica va haver de fer front entre 1940 i 1943, la Royal Air Force britànica, tot i que aquesta tenia una presència molt menor a l'Àfrica Oriental i, per un breu període, a l'Àfrica septentrional.

#### La campanya contra França
Cap al final de 1939 el general Francesco Pricolo esdevingué cap de l'Estat Major de la Regia Aeronautica. A inicis de setembre, mentre que Alemanya envaïa Polònia, França i el Regne Unit s'uniren en la seva defensa. Itàlia inicialment optà per declarar-se com a "no bel·ligerant", a causa de la manca de preparació per a un conflicte. Els notables èxits alemanys al front, però, van fer que Mussolini canviés d'idea i el 10 de juny de 1940 declarà la guerra a França i a Gran Bretanya.
Sobre el front francès operava al 1a Esquadra Aèria, amb 3 grups de bombardeig i 3 de caces (el 3r, el 53è i el 54è), amb el suport de la 2a Força Aèria i de l'Aeronàutica de Sardenya contra Còrsega (tot i que en realitat mai no va ser atacada) i contra la França meridional. Els Fiat CR 42 van evidenciar les seves carències en termes de velocitat i armament quan s'enfrontaren als seus rivals més enllà dels Alps (els Dewoitine D.520 i els Morane-Saulnier MS.406). El principal combat aeri del teatre va tenir lloc el 15 de juny, entre 12 CR 42 del 23è Grup i sis D.520 del Groupe de chasse III/6: els caces italians van ser sorpresos i 5 van resultar abatuts sense que els francesos patissin cap pèrdua. L'Armée de l'air va llançar un atac sobre Torí obligant a la Regia Aeronautica a crear la seva primera unitat de caces nocturns, denominada la, amb base a l'aeroport de Roma-Ciampino, i dotada de tres CR 32 pintats de negre i proveïts de drenatges per retardar les flames.
Mentrestant, el 22 de juny França capitulà, alliberant la 5a Esquadra Aèria a Líbia, fins llavors preparada per atacar Tunísia (tot i que no arribà a fer-ho), per dirigir-se cap al front egipci. Durant la batalla dels Als Occidentals, els caces italians realitzaren 1.170 hores de vol, 11 atacs sobre objectius terrestres i destruïren 10 avions enemics.

#### Sobre el Canal de la Mànega
Dissenyada com un ajut a la invasió del Regne Unit projectada pels alemanys, el Corpo Aereo Italiano (CAI) va ser enviat per Mussolini a Bèlgica a mitjans d'octubre de 1940, quan la invasió projectava ja havia estat posposada a una data indefinida i la RAF s'havia tornat completament eficient a la batalla d'Anglaterra. El CAI estava format per dos grups de bombarders (el 13è i el 43è, 75 Fiat B.R.20 en total), així com el 56è Grup de Caça Terrestre, comandats pel general d'esquadra aèria Rino Corso Fougier equipats amb 50 C.R.42 i 48 G.50, agregant-se 5 CANT Z.1007 amb funcions de reconeixement. La integració amb les forces alemanyes va ser difícil: els bombarders, privats d'equips de desgel, no van poder operar amb continuïtat, mentre que els caces eren inferiors en sostre de servei (alçada màxima), armament i velocitat als Spitfire (sense comptar que els C.R.42 no disposaven de ràdio a bord). Va ser difícil moure fins i tot des d'Itàlia fins a l'aeroport d'Ursel a Bèlgica, on es concentrà el CAI el 19 d'octubre. En aquells moments, els avions disponibles pel combat s'havia reduït a 47 C.R.42 i 42 G.50.
La primera vegada en que operà el CAI va ser la nit del 25 d'octubre bombardejant Harwich. El 30 del mateix mes 15 bombarders van realitzant una altra missió de bombardeig escortats per 70 caces. L'11 de novembre, mentre que el CANT Z.1007 efectuaven un atac diürn de diversió sobre Great Yarmouth, 18 B.R. 20 escortats per 40 C.R. 42 van atacar de nou Harwich conjuntament amb els Junkers Ju 87 de la Luftwaffe. Els Hurricane de la RAF van poder interceptar aquesta formació i el CAI va perdre 3 bombarders i 3 caces, mentre que tres B.R.20 malmesos van estavellar-se a terra durant el viatge de retorn, mentre que 19 caces van veure's obligats a aterrar en aeròdroms més propers a causa de la mancança de combustible. El CAI no tornà a intentar realitzar cap atac diürn. Durant el curs d'una missió de caça lliure entre Ramsgate i Folkestone que va tenir lloc el 23 de novembre, dos dels 29 C.R. 42 van ser abatuts durant el combat amb 20 caces de la RAF.
L'experiència del CAI s'acaba el 3 de gener de 1941, però les unitats ja estaven preparades per la tornada al desembre. Requerits als fronts grec i africà, de manera que tots els equips, llevat alguns G.50 de les esquadrilles 352a i 353a van quedar-se a Bèlgica fins a la primavera per realitzar patrulles entre Dunkerque i Calais. Els avions de la RAF van ser vistos en només una ocasió, però no va tenir lloc cap combat. El 15 d'abril arribà l'ordre de tornar a Ciampino. El CAI llançà un total de 54 tones de bombes, mentre que els caces realitzaren 883 missions, amb 9 avions destruïts i 9 més malmesos.

#### Grècia i Albània
El 28 d'octubre de 1940 s'inicià la campanya italiana a Grècia. Llevat d'alguna missió sobre els ports i els centres logístics, els caces italians pràcticament no es trobaren oposició de la força aèria grega durant els primers dies de l'ofensiva. L'arribada al novembre de la RAF al novembre canvià la situació. El 19 de novembre, per exemple, 9 Gloster Gladiator del 80è Esquadró i 3 PZL P.24 grecs interceptaren diversos C.R.42 i G.50 dels Grups 160è i 24è, respectivament, abatent 4 avions perdent un únic Gladiator. Al final del mes la Regia Aeronautica va rebre reforços des de la Itàlia meridional, incloent alguns caces Macchi M.C.200 que van haver d'enfrontar-se amb els Hurricanes que la RAF havia fet arribar des d'Egipte.
El 21 de desembre, 15 C.R.42 van enfrontar-se novament als Gladiator del 80è Esquadró: si bé les parts declararen la destrucció de 8 C.R.42 i 9 Gladiator, en realitat la RAF i la Regia Aeronautica només van perdre dos avions cadascun. El curs del conflicte privà a l'aeronàutica italiana a la primavera de 1941 de bases avançades a Albània, però a altres zones les posicions estaven assegurades amb el 154è Grup a Berat, la 384a Esquadrilla a Devoli, el 150è Grup a Valona i el 24è Grup destacat a Scutari i a Tirana. L'augment numèric de la RAF va posar pressió als caces italians, que només s'alleugerí a l'abril de 1941 amb l'arribada de les tropes alemanyes destacades a l'operació Marita. En preparació de la nova ofensiva, la Regia Aeronautica augmentà la quantitat de M.C.200, i gràcies a la Luftwaffe, el 23 d'abril Grècia signà l'armistici.
En comparació a les més de 14.000 sortides i més de 21.000 hores de vol, l'èxit dels caces italians van ser modestos i les pèrdues van ser considerables.

#### L'Àfrica Oriental
L'entrada a la guerra va fer que les unitats destinades a l'Àfrica Oriental Italiana quedessin pràcticament aïllades, envoltades de territoris controlats per l'enemic i equipats principalment amb avions antiquats. El 10 de juny la Regia Aeronautica a l'Àfrica Oriental tenia 323 avions, dels quals 81 estaven inservibles. Els caces eren 14 C.R.42 i 32 C.R.32, dividits en quatre esquadrilles (409a, 410a, 411a i 413a). L'escut aplicat als avions en aquest teatre era una Creu de Sant Andreu vertical negre sobre fons blanc sobre el fuselatge. Les forces aèries de la Commonwealth disposaven de 370 avions, tot i que principalment eren avions antiquats, tot i que comptaven amb alguns Hurricanes i Blenheim. A més, les forces Aliades no tenien problemes per reforçar-se.
Itàlia va prendre la iniciativa a l'agost de 1940, conquerint la Somàlia britànica, amb bons resultats per la Regia Aeronautica destruint a terra els avions a Burao, La Faruk i Hargeisa. L'11 d'abril la Ragia Aeronautica va perdre l'as Mario Visintini, en estavellar-se contra una muntanya mentre buscava un aviador italià perdut amb el mal temps. Durant la primavera de 1941 els aliats van ser reforçats amb avions més moderns, mentre que els italians patien dificultats en rebre subministraments: l'única manera de transportar 50 C.R.42 va ser carregar, sense muntar-los, als Savoia-Marchetti S.M.82. Però en el moment de la contraofensiva italiana de l'abril de 1941 l'Aeronautica només disposava de 2 S.M. 79, 4 Ca.113, 5 C.R.42 i 1 C.R.32 capaços de volar. Durant la segona batalla de l'Amba Alagi la situació dels italians era molt compromesa. La Regia Aeronautica continuà volant, tot i que de manera esporàdica sobre l'Etiòpia occidental en suport de les tropes terrestres, com va fer durant la batalla de Gondar, però al novembre de 1941 la gravetat de la situació va fer que molts avions haguessin de ser destruïts per tal que no caiguessin en mans enemigues.
En gairebé 18 mesos de campanya 7 pilots italians van assolir l'estatus d'as de l'aviació.

#### L'Àfrica Septentrional
L'aviació va ser enviada a aquest teatre per fer front al veloç avanç britànic (gairebé 400 km) dins del territori italià. A les incursions dels commandos britànics van fer-se servir fins al S.M. 79 i, amb més èxit, el Breda Ba.65i alguns Fiat C.R.32 veterans. Els caces italians van trobar-se en dificultats contra el Bristol Blenheim, havent d'esperar fins a l'arribada dels Fiat G.50 i dels Macchi M.C.200 per establir un cert equilibri.
A la tardor, l'exèrcit italià havia arribat fins a Sidi el Barrani, però al desembre els britànics van obligar els italians a retirar-se fins a la Cirenaica. L'aviació italiana va haver d'intervenir en diverses ocasions per rebutjar un rival inferior en xifres però més àgil i amb un armament de millor qualitat.

#### Malta
La Regia Aeronautica inicià les operacions sobre Malta l'endemà de la declaració de guerra. Considerada indefensable, la petita illa de la Mediterrània es mostrà com una espina clavada al flanc de l'Eix que dificultà les operacions al nord d'Àfrica, ocupant pràcticament totes les unitats de la Luftwaffe com les de caces de la Regia Aeronautica a la regió fins a l'octubre de 1942, quan l'esperança de doblegar l'esperança de l'illa s'abandonà definitivament.
L'11 de juny de 1940 33 S.M.79 van atacar La Valletta escortats per 18 caces italians obrint camí per atacar l'illa, en un moment en què la defensa només estava formada per quatre Sea Gladiators, reforçats però el 21 de juny per 8 Hurricanes arribats des de França. A més dels defensors, la Regia Aeronautica va haver de suportar el trasllat de moltes unitats als fronts libi, balcànic i egeu, afeblint sensiblement la 2a Esquadra aèria, fins al punt en què a la fi de 1940 només podia llançar contra Malta els pilots del 1r Grup. La campanya aèria italiana, reforçada a la primavera de 1941, quan el 54è Grup rellevà l'exhaust 1r Grup. A l'octubre, els Macchi M.C.202 del 9è Grup (4a Ala) substituïren els M.C.200, aconseguit al maig-juny de 1942 per avions del mateix tipus que els del Grup 51; al mateix període van arribar 18 Reggiane Re.2001 del 2n Grup Autònom a l'aeroport de Biscari-Santo Pietro.

#### Defensa del cel italià
A la Conferència de Casablanca celebrada el gener de 1943 Roosevelt, Churchill i  de Gaulle decidiren iniciar la invasió de Sicília un cop les tropes de l'Eix haguessin estat expulsades del nord d'Àfrica. Els detalls de la invasió van ser puntualitzats durant la Conferència de Washington del maig i exigien la neutralització de Pantel·leria abans de desembarcar a Sicília. L'illot estava defensat per una esquadrilla de Macchi M.C.202 del 151è Grup i alguns C.R.42 en versió caça nocturn. Els continuats bombardeigs aliats van obligar els italians a evacuar de l'illa el 21 de maig tots els avions (que no disposaven de refugis subterranis i tenien les pistes malmeses), a excepció de quatre M.C.202 que no van poder fer res contra les forces aliades que l'11 de juny van ocupar l'illot.
Per defensar Sicília la Regia Aeronautica disposava de 359 avions en condicions de volar, dividits en la 4a Ala (48 M.C:202 i Macchi M.C.205) i els Grups 21è i 153è (ambdós amb M.C.202), els Grups 3r i 150è (amb Messerschmitt Bf 109); a més d'uns 60 caces a Roma-Ciampino (3a Ala i 51a Ala, equipades amb M.C.202, M.C.205, Reggiane Re.2001 i Re.2005) i diverses unitats autònomes de caces, caces bombarders i bombarders dispersades per Sardenya, Calàbria, Pulla i Campània. La Luftwaffe participava amb la Luftflotte 2, amb 350-400 avions. Els avions italo-alemanys van caure davant les forces aèries aliades, que van bombardejar els aeròdroms sicilians deixant-los pràcticament inútils, forçant-los a retirar-se a la plana de Catània. Ofegats en aquest espai, el 5 de juliol els aliats van destruir 104 avions italo-alemanys amb 1.400 tones de bombes, i durant els dies successius van inutilitzar 71 caces italians i 179 caces alemanys més, fent que el 9 de juliol les pèrdues italianes fossin de 273 avions (220 a terra i 53 en combat). A primera hora del 10 de juliol (el mateix dia en què els aliats desembarcaren als aeròdroms de Gela i de Pachino), la Regia Aeronautica va aconseguir llançar un atac contra les naus de desembarcament, colpejant algunes embarcacions però perdent quatre dels 13 CANT Z.1007 que s'havien enlairat de Perusa; en aquell dia l'Eix realitzà no menys de 500 sortides, aconseguint enfonsar diverses naus. L'11 de juliol, gairebé tots el Bf 109 italians van ser destruïts en un altre bombardeig aliat sobre Sciacca. Durant els 5 primers dies de la invasió (entre el 9 i el 13 de juliol) la Regia Aeronautica va perdre 160 avions. El 16 de juliol s'ordenà a totes les unitats que quedessin a Sicília que es retiressin fins a Calàbria i Pulla. A Sicília només quedaren una dotzena de caces italians i un grapat d'avions alemanys, que realitzaren algunes sortides abans de la caiguda definitiva de l'illa el 17 d'agost.
Les forces aèries aliades dirigiren la seva mirada cap a la Itàlia continental, incrementant el bombardeig de les ciutats, en primer lloc contra Milà, Torí, Gènova, La Spezia i Nàpols. Les veteranes unitats de caces italianes s'adaptaren ràpidament, gràcies als consells alemanys, que els donaren tàctiques noves per fer front a les formacions dels quatrimotors aliats, i en el límit de les seves possibilitats, aconseguiren abatre més de 275 avions enemics. Va ser en aquest període que sorgiren els asos Franco Bordoni Bisleri i Luigi Gorrini. El bombardeig de Roma serví com preparació a l'orde del dia Grandi del 25 de juliol de 1943 i la  posterior detenció de Mussolini. L'anunci de l'Armistici de Cassible del 8 de setembre significà el final de les hostilitats entre Itàlia i els aliats, però l'ocupació de la península pels alemany dividí el país en dos: el Regne del Sud va ser co-bel·ligerant amb els aliats, i al nord, el govern titella de la República Social Italiana va combatre amb les forces alemanyes.

#### Després de l'armistici: dues forces aèries
Segons les dades oficials de les mateixes forces armades, la Regia Aeronautica va abatre entre el 10 de juny de 1940 i el 8 de setembre de 1943 2.522 avions enemics. Les pèrdues, però, van ser molt greus: els morts i desapareguts van ser més de 12.000, a més de 5.000 ferits.
En el moment de l'armistici de Cassibile, l'aviació encara comptava amb uns 1.200 aparells, dels quals la meitat eren eficients. Durant aquest període es formaren dues forces aèries italianes: una que operava al nord d'Itàlia sota comandament de la República de Salò, la Aeronautica Nazionale Repubblicana, i la que operava al sud enquadrada a la Balkan Air Force aliada, adoptant els avions aliats com el Bell P-39 Airacobra.
La Regia Aeronautica va realitzar sobre els cels de Frascati la seva darrera missió en contra dels Aliats que bombardejaren la ciutat.
El 2 de juny de 1946, amb la proclamació de la República Italiana, la Regia Aeronautica deixà d'existir, per prendre la denominació d'Aeronautica Militare.

## Avions

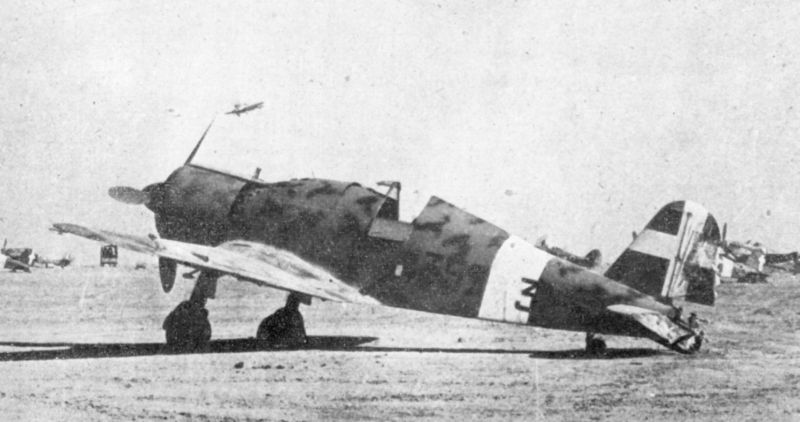
El Fiat G.50 Freccia

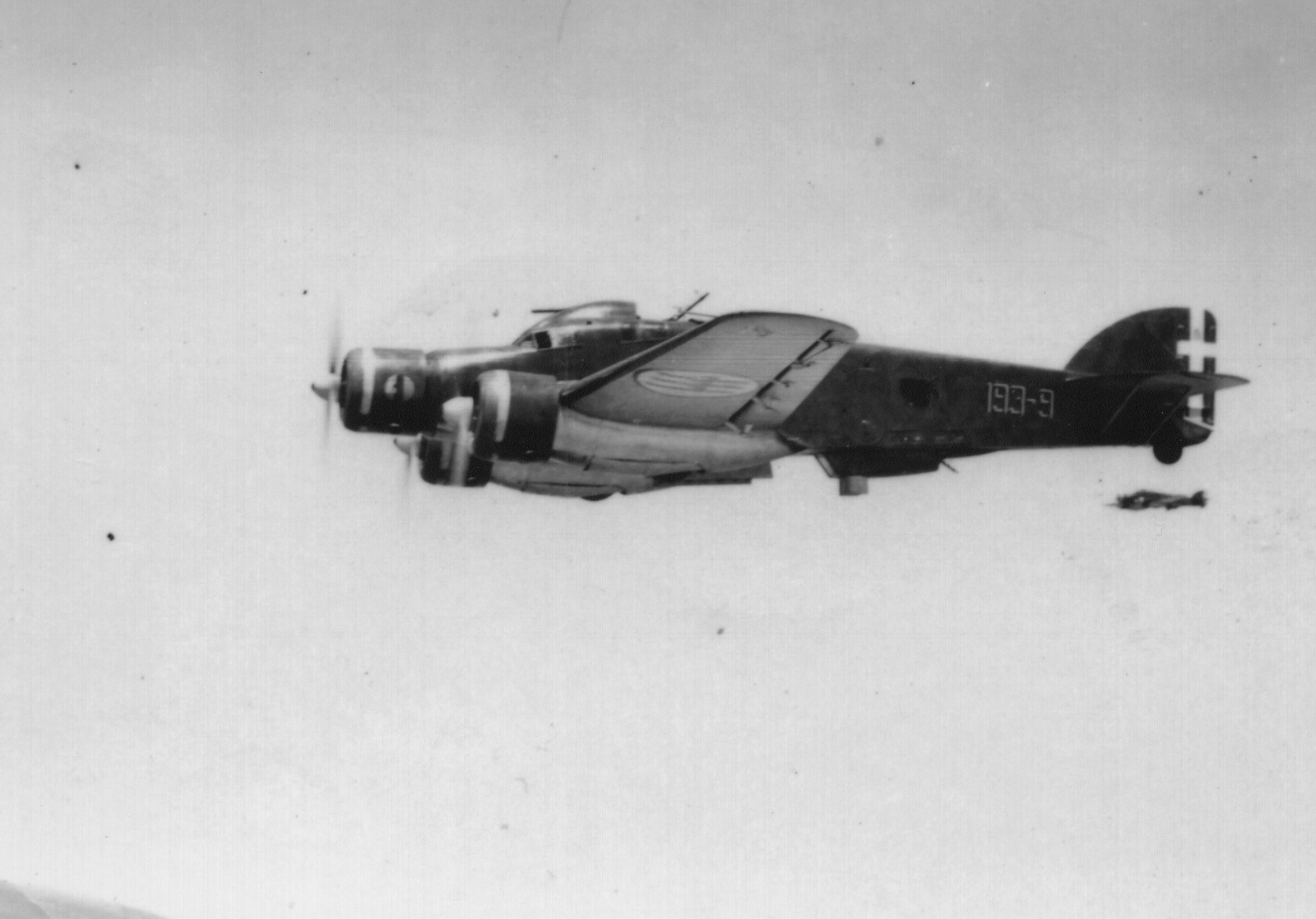
El Savoia-Marchetti SM.79 Sparviero

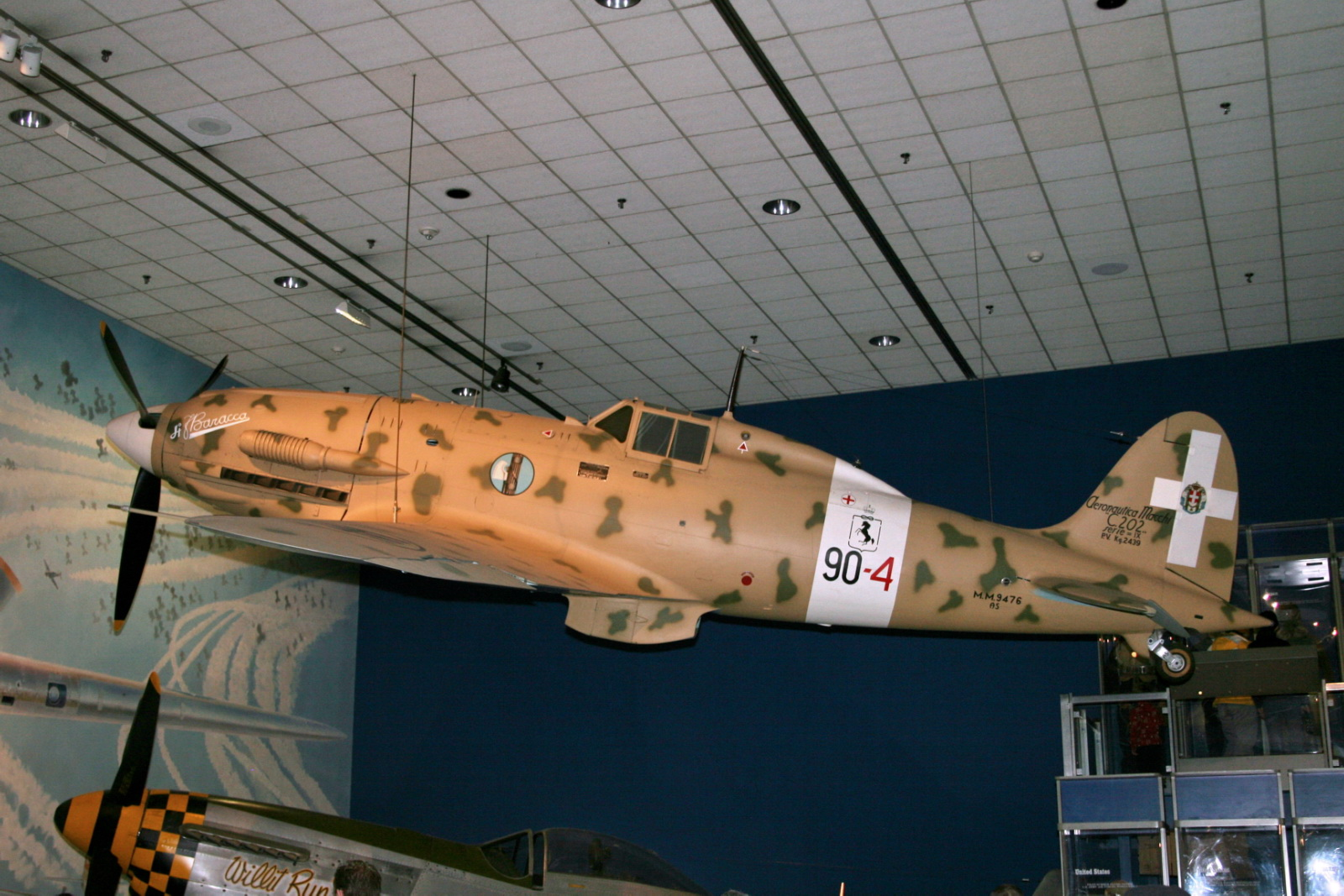
El Macchi C.202 Folgore

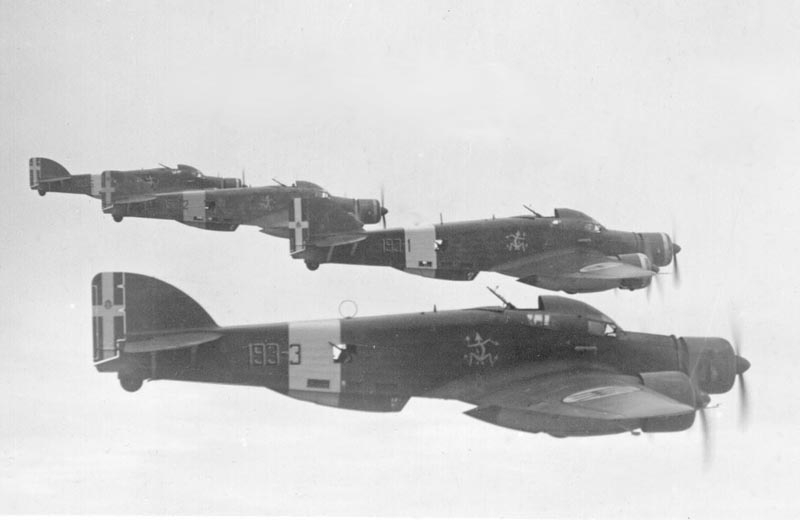
El Savoia-Marchetti SM.79 Sparviero

### Caces i caces bombarders
- Ambrosini SAI.207
- Fiat CR.20
- Fiat CR.32
- Fiat CR.42 Falco
- Fiat G.50 Freccia
- Fiat G.55 Centauro
- Macchi C.200 Saetta
- Macchi C.202 Folgore
- Macchi C.205 Veltro
- Reggiane Re.2000 Falco I
- Reggiane Re.2001 Falco II
- Reggiane Re.2002 Ariete
- Reggiane Re.2005 Sagittario
- Caproni-Vizzola F.5

### Caces pesats i caces bombarders
- Breda 65
- Breda 88 Lince
- Savoia-Marchetti SM.85
- Fiat CR.25
- CANSA FC.20
- IMAM Ro.57

### Bombarders
- Savoia-Marchetti SM.79 Sparviero
- Savoia-Marchetti SM.81 Pipistrello
- Savoia-Marchetti SM.82 Canguro
- Savoia-Marchetti SM.84
- Fiat Br.20 Cicogna
- CANT Z.1007 Alcione
- CANT Z.1018 Leone
- Caproni Ca.101
- Caproni Ca.135
- Piaggio P.32
- Piaggio P.108

### Reconeixement i/o Transport
- Caproni Ca.111
- Caproni Ca.133
- Caproni 309/310/311/313/314
- IMAM Ro 37
- IMAM Ro 43/44
- CANT Z.501 Gabbiano
- CANT Z.506 Airone
- Fiat RS 14
- S.M. 73/74/75/83
- Fiat G. 12

### Entrenament i papers auxiliars
- Caproni Ca.100
- Caproni Ca.164
- Breda Ba.25
- IMAM Ro.41
- Nardi FN.305/FN.315
- Saiman 200/202
- Avia L.3
- Cansa C.5

### Prototipus
- Ambrosini
  - Ambrosini S.A.I.403 Dardo
- Breda
  - Breda Bz.303 Leone II
  - Breda Ba.201
  - Breda Bz.301 Leone III
- C.A.N.S.A.
  - C.A.N.S.A. F.C. 20bis
- Caproni
  - Caproni F6M
  - Caproni F6Z
  - Caproni Ca.331 Raffica
  - Caproni CA.380 Corsaro
  - Caproni Campini N.1
- CRDA

- IMAM
  - IMAM-Romeo Ro-58
- Piaggio
  - Piaggio P.111
  - Piaggio P.119
- Reggiane
  - Reggiane Ca. 405C
- Savoia-Marchetti
  - Savoia Marchetti SM.91
  - Savoia Marchetti SM.92

## Camuflatge dels avions
L'experiència italiana a la guerra civil espanyola va comportar un ús generalitzat d'una varietat de combinacions de verd, marró i groc a les superfícies superiors dels avions. A l'inici de la Segona Guerra Mundial era evident la necessitat d'adopció de noves mimetitzacions més apropiades als terrenys on s'operava, ja fos el Canal de la Mànega, la Itàlia septentrional, el desert africà o la selva de l'Àfrica oriental, afegint-se el 1941 el Front Oriental.
Quan els avions de la Regia Aeronautica eren de fusta i roba, la composició de la pintura havia de ser diferent de les aplicables sobre estructures metàl·liques. El problema portà a la Direcció General d'Estudis i Experiències a realitzar una sèrie de recerques que acabaren el 1941 amb la introducció dels 3 colors bàsics de camuflatge: verd 1090/96, marró 1091/1095 i groc 1092/1097. Pel desert es preveia un color marró clar. Per els avions que operaven sobre terra (no sobre el mar), aquests quatre colors es barrejaven segons 3 patrons:
- continental: base verda, tant en un color homogeni o amb esquitxos en groc i marró
- mediterrani: combinacions de colors en diversos llocs
- africà: base marró clar amb opcions de llum en verd.

El 1943, la pèrdua dels territoris africans significà la desaparició del color marró clar i el fet que el patró continental esdevingués l'habitual, modificable sobre el camp amb taques en marró o groc segons el teatre de guerra.
Pel que respecta als avions destinats a sobrevolar el mar, havien d'estar pintats en un to gris-blau fosc amb la superfície inferior pintada en gris-blau clar. El colo dels avions del botí de guerra o estrangers no eren modificats, sinó que simplement s'aplicaven les insígnies nacionals sobre les que lluïa originalment. Es va fer l'excepció amb el Messerschmitt Bf 109, als que s'afegí el gris-blau clar i el Fieseler Fi 156, que sobre els Balcans feia servir el verd de camuflatge 2 i el gris de camuflatge, i al desert el groc amb taques verdes.
L'homogeneïtat teòrica del color, però, va fer-se impossible a les fàbriques, car cadascuna tenia la seva pròpia gradació de colors, així com pels pintors al camp que aplicaven el camuflatge. La gran varietat d'esquemes mimètics va ser exagerada a causa dels subministraments locals que havien de fer servir a causa de la mancança de subministraments oficials. No era estrany veure avions de la mateixa esquadrilla pintats amb pintures diferents.

## El sistema heràldic
Des de la primavera de 1930 fins al juliol de 1943 s'aprovà l'escut d'armes dels Savoia, flanquejat per dos feixos. L'escut també era emprat en segells (com el de 10 cèntims) o en documentació oficial.
L'escut era format per un escut samnita amb la punta allargada, de color vermell, amb una creu platejada, coronat per la corona reial. Darrere de l'escut hi ha dos feixos. Des de la corona surt el collar de l'Orde Suprem de la Santíssima Anunciació. Als peus de l'escut apareix una cinta amb la inscripció FERT tres vegades, escrit en caràcters llombards en majúscula.
L'escut apareixia entre 1930 a 1940 al centre de la franja blanca central de la bandera italiana. Des del 12 de juny de 1940, per tal d'evitar la confusió amb les insígnies franceses que havien adoptat una creu blanca sobre fons vermell en lloc del tricolor. L'escut de l'estat es posava sobre el braç superior de la creu de Savoia.

### Rosetes
A partir de 1926 s'aprovà, amb l'excepció dels aparells de construcció estrangera, una roseta pel fuselatge constituïda per un feix romà, amb la fulla dirigida cap a la boca del canó, dins d'un cercle negre amb fons blau cel. Aquesta roseta s'abolí al juliol de 1943.
L'escarapel·la de les ales, aprovada el 1935, eren 3 feixos estilitzats en color negre sobre fons blancs. A partir de la primavera de 1941 el fons va passar a ser transparent, per afavorir el camuflatge. Les rosetes eren de diverses mides:
- bombarders: 180 cm
- exploradors: 120 cm
- caces: 96 cm

A més s'empraren d'altres sistemes òptics de reconeixement: cap al final de 1940 es pintà darrere de les ales una franja blanca de 60cm d'ample (120cm pels caces bombarders). Les unitats que operaven a Rússia eren de color groc. A partir de la primavera de 1941 els capós del motor també eren pintats en groc. L'amplada de la franja era d'un mínim de 60cm.
Des de 1943 la roseta passà a tenir els colors de la bandera italiana (vermell-blanc-verd)
La numeració indicava l'esquadrilla i els números individuals (dues xifres).
| coccarda tricolore   | stemma                 | stemma                   | stemma               |
| Tricolor 1913 - 1936 | A les ales 1935 - 1943 | Al fuselatge 1926 - 1943 | Tricolor 1943 - avui |

## Membres notables de la Regia Aeronautica
- Maresciallo dell'Aria Italo Balbo
- Maggiore Francesco Baracca (precursor)
- Tenente colonnello Ettore Muti
- Generale di squadra aerea Pier Ruggero Piccio, primer cap d'estat major
- Generale Umberto Nobile
- Vittorio Revetra

### Asos de la Regia Aeronautica (II Guerra Mundial)
La Regia Aeronautica no mantenia estadístiques a nivell individual, sinó que informava de les victòries a cada unitat, atribuint-les al comandant de la unitat. Malgrat això, els pilots van poder mantenir dietaris, alguns dels quals van sobreviure a la II Guerra Mundial, aportant estadístiques individuals. Aquesta és una llista d'asos als que se'ls atribueixen 10 ó més victòries:
- Franco Lucchini - 26 morts
- Adriano Visconti - 26 morts
- Teresio Martinoli - 23 morts
- Leonardo Ferrulli - 22 morts
- Franco Bordoni-Bisleri - 19 morts
- Luigi Gorrini - 19 morts
- Mario Visintini - 17 morts
- Ugo Drago - 17 morts
- Mario Bellagambi - 14 morts
- Luigi Baron - 14 morts
- Luigi Gianella - 12 morts
- Attilio Sanson - 12 morts
- Willy Malagola - 11 Morts
- Carlo Magnaghi - 11 morts
- Angelo Mastroagostino - 11 morts
- Giorgio Solaroli di Briona - 11 morts
- Mario Veronesi - 11 morts
- Fernando Malvezzi - 10 morts
- Giulio Reiner - 10 morts
- Giuseppe Robetto - 10 morts
- Carlo Maurizio Ruspoli di Poggio Suasa - 10 morts
- Massimo Salvatore - 10 morts
- Claudio Solaro - 10 morts
- Ennio Tarantola - 10 morts
- Giulio Torresi - 10 morts

## Rangs de la Reggia Aeronautica[29]

### Generals i Oficials
|                       | Ufficiali generali    | Ufficiali generali        | Ufficiali generali          | Ufficiali generali          | Ufficiali generali        | Ufficiali superiori | Ufficiali superiori | Ufficiali superiori | Ufficiali inferiori | Ufficiali inferiori | Ufficiali inferiori |
| --------------------- | --------------------- | ------------------------- | --------------------------- | --------------------------- | ------------------------- | ------------------- | ------------------- | ------------------- | ------------------- | ------------------- | ------------------- |
| Regne d'Itàlia        |                       |                           |                             |                             |                           |                     |                     |                     |                     |                     |                     |
| Maresciallo dell'aria | Generale              | Generale di squadra aerea | Generale di divisione aerea | Generale di brigata aerea   | Colonnello                | Tenente colonnello  | Maggiore            | Capitano            | Tenente             | Sottotenente        |                     |
|                       | Maresciallo dell'aria | Generale                  | Generale di squadra aerea   | Generale di divisione aerea | Generale di brigata aerea | Colonnello          | Tenente colonnello  | Maggiore            | Capitano            | Tenente             | Sottotenente        |

### Sots-oficials i Tropa
|                             | Sottufficiali                 | Sottufficiali                 | Sottufficiali               | Sovrintendenti    | Sovrintendenti | Truppa       | Truppa       | Truppa |
| --------------------------- | ----------------------------- | ----------------------------- | --------------------------- | ----------------- | -------------- | ------------ | ------------ | ------ |
| Regne d'Itàlia              |                               |                               |                             |                   |                |              |              |        |
| Maresciallo di prima classe | Maresciallo di seconda classe | Maresciallo di terza classe   | Sergente maggiore           | Sergente          | Aviere capo    | Primo aviere | Aviere       |        |
|                             | Maresciallo di prima classe   | Maresciallo di seconda classe | Maresciallo di terza classe | Sergente maggiore | Sergente       | Aviere capo  | Primo aviere | Aviere |